# 长畛站
长畛站是一个北同蒲线上的铁路车站，位于山西省原平市长畛村，建于1936年，目前为四等站，邮政编码为034114。目前客运：办理旅客乘降；不办理行李、包裹托运；货运：仅办理整车路用货物发到。